# 72 Animali pericolosi con Barbascura X
72 Animali pericolosi con Barbascura X è un programma televisivo italiano in onda dal 2022 su DMAX, il sabato in prima serata, con la conduzione di Barbascura X.

## Programma
Il programma racconta le esperienze di persone che s'imbattono in animali che si ritiene possano rivelarsi letali ed analizza diversi aspetti.
Dodici episodi per ogni stagione, con al centro del racconto 6 diversi animali che vengono inseriti in una classifica di pericolosità verso l'uomo, per arrivare ad eleggere l'animale più pericoloso.

## Edizioni
| Stagione         | Episodi | Continente | Prima TV Italia |
| ---------------- | ------- | ---------- | --------------- |
| Prima stagione   | 12      | Australia  | 2022            |
| Seconda stagione | 12      | Asia       | 2024            |

### Prima stagione
| n.    | Prima TV Italia   |
| ----- | ----------------- |
| 1,2   | 27 agosto 2022    |
| 3,4   | 3 settembre 2022  |
| 5,6   | 10 settembre 2022 |
| 7,8   | 17 settembre 2022 |
| 9,10  | 24 settembre 2022 |
| 11,12 | 1º ottobre 2022   |

### Seconda stagione
| n. | Titolo                    | Prima TV Italia   |
| -- | ------------------------- | ----------------- |
| 1  | Posto e Momento Sbagliato | 13 luglio 2024    |
| 2  | Mascelle Belle            | 20 luglio 2024    |
| 3  | Guerra Chimica            | 27 luglio 2024    |
| 4  | Realtà O Mito?            | 3 agosto 2024     |
| 5  | Killer Per Caso           | 10 agosto 2024    |
| 6  | Belli e Pericolosi        | 17 agosto 2024    |
| 7  | Strade poco battute       | 24 agosto 2024    |
| 8  | Giungla urbana            | 31 agosto 2024    |
| 9  | Combattiamo!              | 7 settembre 2024  |
| 10 | I Bruti                   | 14 settembre 2024 |
| 11 | ?                         | 21 settembre 2024 |
| 12 | ?                         | 28 settembre 2024 |